# 科洛馬 (密歇根州)
科洛馬（英語：Coloma）是一個位於美國密歇根州貝林縣的城市。

## 人口
根據2020年美國人口普查的數據，科洛馬的面積為2.30平方千米，當中陸地面積為2.30平方千米，而水域面積為0.00平方千米。當地共有人口1465人，而人口密度為每平方千米637人。